# Чжан Хуей (баскетболістка)
Чжан Хуей (29 вересня 1959) — китайська баскетболістка.
Учасниця Олімпійських Ігор 1984 року.